# Петропавловский (Болховский район)
Петропавловский — посёлок в Болховском районе Орловской области России. Входит в состав Однолуцкого сельского поселения.

## География
Посёлок находится в северной части Орловской области, в лесостепной зоне, в пределах центральной части Среднерусской возвышенности, на расстоянии примерно 8 километров (по прямой) к юго-востоку от города Болхова, административного центра района. Абсолютная высота — 236 метров над уровнем моря.
Часовой пояс
Посёлок Петропавловский, как и вся Орловская область, находится в часовой зоне МСК (московское время). Смещение применяемого времени относительно UTC составляет +3:00.

## Население
| 2010 |
| ---- |
| 54   |

Половой состав
По данным Всероссийской переписи населения 2010 года в гендерной структуре населения мужчины составляли 40,7 %, женщины — соответственно 59,3 %.
Национальный состав
Согласно результатам переписи 2002 года, в национальной структуре населения русские составляли 96 % из 48 чел.

## Транспорт
К северо-востоку от посёлка проходит автодорога 54К-1.

## Улицы
Уличная сеть состоит из одной улицы (ул. Пионерская).